# Maurizio Ferrini
Maurizio Ferrini (Cesena, 12 aprile 1953) è un comico e attore italiano.

## Biografia

### Gli esordi
Nato artisticamente nella trasmissione del 1985 Quelli della notte, dove fu Renzo Arbore a volerlo come presenza fissa, Ferrini inizia subito a mostrare il suo modo eccentrico di fare comicità interpretando il ruolo di un comunista che lavora come rappresentante di pedalò di una fantomatica ditta, la "Cesenautica". Seguono dei saggi con citazioni da una pubblicazione sovietica in lingua italiana e dei fantomatici articoli da dei numeri vecchissimi de La Settimana Enigmistica. Grazie alla trasmissione di Arbore, Ferrini si fa subito conoscere ed apprezzare dal pubblico televisivo, lanciando il popolare tormentone "Non capisco, ma mi adeguo".

### La "signora Coriandoli" e le esperienze cinematografiche
La grande occasione per essere lanciato si presenta all'inizio degli anni novanta, quando partecipa all'edizione 1989-1990 di Domenica in, trasmissione nella quale si mostra en travesti con uno dei suoi personaggi più riusciti: la signora Emma Coriandoli, parodia della casalinga media italiana.
Grazie a questa interpretazione, Ferrini viene chiamato a girare spot per alcuni sponsor dell'epoca (come quelli per FIAT, Amadori e Lavazza), il 20 gennaio 1992 Antonio Ricci lo chiama a condurre la trasmissione satirica Striscia la notizia (fino al 18 giugno 1994) dove fa coppia prima con Sergio Vastano, poi con Alba Parietti.
Tra gli anni ottanta e gli anni novanta Ferrini lavora anche nel cinema: nel 1986, nel ruolo dell'agente Gridelli, partecipa al film Il commissario Lo Gatto, diretto da Dino Risi, questa volta al fianco di Lino Banfi. Due anni dopo è la volta di Compagni di scuola, film corale diretto da Carlo Verdone, dove interpreta l'ex alunno Armando Lepore; questa volta un'interpretazione cinica per lui, che nel film forma una coppia forzata con Alessandro Benvenuti. Infine nel 1992 partecipa alla commedia on the road Sognando la California, diretta da Carlo Vanzina, al fianco di tre comici quali Massimo Boldi, il vecchio amico Nino Frassica e Antonello Fassari. 
In seguito, inizia ad allontanarsi sempre di più sia dal cinema che dalla TV, dove lo si vede qualche volta solo come ospite.

### Il ritorno sulle scene
Dopo diversi anni di assenza dalle scene, nel 2005 torna in televisione chiamato da Simona Ventura per partecipare al reality show L'isola dei famosi; entrato a edizione già avviata, Ferrini si classifica al secondo posto con il 25% dei voti. Nel 2007 recita una piccola parte nella fiction Ma chi l'avrebbe mai detto al fianco di Ornella Muti e Katia Ricciarelli. Nel 2011 recita nel ventitreesimo episodio di Don Matteo 8, dove interpreta Dorelli.
Negli anni 2020, dopo diversi anni di assenza dagli schermi, riporta in auge il personaggio della Signora Coriandoli: è la conduttrice Eleonora Daniele a fargli questa proposta durante un'intervista nel corso di una puntata del programma Storie italiane. Ferrini diviene così presenza fissa de Il sabato italiano, altro programma della Daniele, ed è spesso ospite di varie altre trasmissioni, fino a diventare ospite fisso del talk show di Fabio Fazio Che tempo che fa, prima su Rai 3 e poi sul Nove. Nel 2023 partecipa come concorrente alla quarta edizione de Il Cantante Mascherato, condotto da Milly Carlucci, indossando la maschera del Porcellino.
Dal 2024 è testimonial ufficiale dei City Angels.

## Vita privata
Maurizio Ferrini è stato sposato dal 1985 al 1994 con la conduttrice e giornalista Carla Urban. Dal 2017 è invece legato a Sara Guglielmi, che lo ha aiutato ad uscire dalla depressione.

## Filmografia

### Cinema

Alessandro Benvenuti e Ferrini in una scena di Compagni di scuola (1988)

- Il commissario Lo Gatto, regia di Dino Risi (1986)
- Animali metropolitani, regia di Steno (1987)
- Compagni di scuola, regia di Carlo Verdone (1988)
- Saremo felici, regia di Gianfrancesco Lazotti (1989)
- Sognando la California, regia di Carlo Vanzina (1992)
- Credo in un solo padre, regia di Luca Guardabascio (2019)

### Televisione
- La vera storia de La Donna del mistero (1991)
- Ma chi l'avrebbe mai detto, regia di Giuliana Gamba e Alessio Inturri – miniserie TV (2007)
- Don Matteo – serie TV, episodio 8x23 (2011)

## Televisione
- Quelli della notte (Rai 2, 1985)
- Domenica in (Rai 1, 1989-1990)
- Un tesoro di Capodanno (Rai 1, Rai 2, Rai 3, 1990-1991)
- Striscia la notizia (Canale 5, 1992-1994)
- Cuori e denari (Canale 5, 1995)
- Buona Domenica (Canale 5, 1995-1996)
- Macao (Rai 2, 1997)
- L'isola dei famosi 3 (Rai 2, 2005) concorrente
- Suonare Stella (Rai 2, 2006)
- Il sabato italiano (Rai 1, 2017-2018)
- Che tempo che fa (Rai 3, 2022-2023; NOVE, dal 2023)
- Il Cantante Mascherato 4 (Rai 1, 2023) concorrente
- Colpo di luna (Rai 1, 2024)
- Amici di Maria De Filippi (Canale 5, 2024)

## Pubblicazioni
- L'ultimo comunista, Milano, Arnoldo Mondadori, 1992, ISBN 88-04-35954-4.
- Emma Coriandoli, È permesso?, Milano, Arnoldo Mondadori, 1993, ISBN 88-04-36886-1.
- ...O no?, Roma, Manfredi, 2016, ISBN 978-88-99519-18-6.